# پنلوپه اسفیریس
پنلوپه اسفیریس (انگلیسی: Penelope Spheeris؛ زادهٔ ۲ دسامبر ۱۹۴۵) یک هنرپیشه، کارگردان، فیلم‌نامه‌نویس و تهیه‌کننده اهل ایالات متحده آمریکا است.
وی از سال ۱۹۶۸ میلادی تا کنون مشغول فعالیت بوده‌است.
از آثار وی می‌توان به مایه ننگ اشاره کرد.